# ام۵۲۰ گور
ام۵۲۰ گور (M۵۲۰ Goer) خودرویی است که بین سال‌های ۱۹۷۲ تا ۱۹۷۶، ۱۳۰۰ عدد توسط شرکت کاترپیلار تولید شده‌است.
طراحی آن خودرو چهار چرخ محرک بوده است.
موتور آن 8,603 سی‌سی است و سیستم جعبه‌دندهٔ آن دستی می باشد.